# Trichomanes ribae
Trichomanes ribae är en hinnbräkenväxtart som beskrevs av José Fernando Pacheco. Trichomanes ribae ingår i släktet Trichomanes och familjen Hymenophyllaceae. Inga underarter finns listade.